# Marchionni (calciatore)
 Marchionni (fl. XX secolo) è stato un calciatore italiano, di ruolo portiere.

## Carriera
Con la Speranza Savona disputa 4 gare nel campionato di Prima Divisione 1922-1923.